# Оналяска (Вашингтон)
Оналяска (англ. Onalaska) — переписна місцевість (CDP) в США, в окрузі Льюїс штату Вашингтон. Населення — 657 осіб (2020).

## Географія
Оналяска розташована за координатами 46°34′42″ пн. ш. 122°42′40″ зх. д. / 46.57833° пн. ш. 122.71111° зх. д. (46.578281, -122.711030).  За даними Бюро перепису населення США в 2010 році переписна місцевість мала площу 4,12 км², уся площа — суходіл.

## Демографія
Згідно з переписом 2010 року, у переписній місцевості мешкала 621 особа в 238 домогосподарствах у складі 175 родин. Густота населення становила 151 особа/км².  Було 251 помешкання (61/км²).
Расовий склад населення:
| - 92,6 % — білих - 3,2 % — корінних американців - 0,5 % — чорних або афроамериканців - 1,8 % — осіб інших рас |

До двох чи більше рас належало 1,9 %. Частка іспаномовних становила 4,8 % від усіх жителів.
За віковим діапазоном населення розподілялося таким чином: 25,8 % — особи молодші 18 років, 58,4 % — особи у віці 18—64 років, 15,8 % — особи у віці 65 років та старші. Медіана віку мешканця становила 39,7 року. На 100 осіб жіночої статі у переписній місцевості припадало 93,5 чоловіків;  на 100 жінок у віці від 18 років та старших — 93,7 чоловіків також старших 18 років.
Середній дохід на одне домашнє господарство  становив 65 091 долар США (медіана — 60 556), а середній дохід на одну сім'ю — 67 841 долар (медіана — 60 139). 
Цивільне працевлаштоване населення становило 427 осіб. Основні галузі зайнятості: роздрібна торгівля — 50,1 %, сільське господарство, лісництво, риболовля — 13,6 %, науковці, спеціалісти, менеджери — 12,9 %.